# تيران (جيولوجيا)

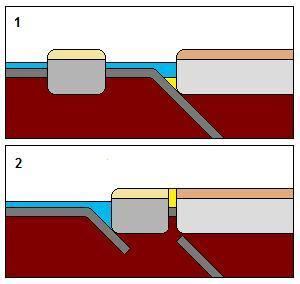
غرز تيران منقول

التيران أو صفيحة أرضية (بالإنجليزية: Terrane)‏(التضاريس التكتونية الطبقية)، مصطلح جيولوجي يصف قطعًا من المادة القشرية انفصلت عن صفيحة تكتونية وتراكمت أو «غُرَزت» مع القشرة الأرضية لصفيحة تكتونية أخرى. تحافظ الكتلة القشرية أو القطعة على تاريخها الجيولوجي المميز، والذي يختلف عن المناطق المحيطة، ومن هنا جاء مصطلح التيران «الدخيل». عادة ما تسمى منطقة الغرز بين التيران والقشرة التي تلتصق بها بالفالق.
وصف الاستخدام الأقدم والبسيط للتيران هو سلسلة من التكوينات الصخرية ذات الصلة أو منطقة بها غالبية صخور أو مجموعات صخرية معينة.

## نظرة عامة
إن التضاريس التكتونية الطبقية ليست بالضرورة صفيحة ميكروية مستقلة في الأصل، لأنها قد لا تحتوي على السماكة الكاملة لغلاف الأرض الصخري. إنها قطعة من القشرة نُقلت بشكل جانبي، عادةً كجزء من صفيحة أكبر، وهي طافية نسبيًا بسبب السماكة أو الكثافة المنخفضة. عندما اندست الصفيحة التي كانت جزءًا منها تحت صفيحة أخرى، فشلت التضاريس في الانزلاق، وانفصلت عن لوحة النقل الخاصة بها، وتراكمت على اللوحة العلوية.. لذلك، نُقل التيران من لوحة إلى أخرى. عادةً ما تكون التيران التراكمية عبارة عن أجزاء من القشرة القارية التي انفصلت عن كتلة قارية أخرى ونقلت محاطة بقشرة محيطية، أو أنها أقواس جزر قديمة تشكلت في منطقة اندساس بعيدة.
عندما تتكون التيران من أحداث تراكمية متكررة، وبالتالي تتكون من وحدات فرعية ذات تاريخ وهيكل متميزين، فقد يطلق عليها اسم superterranes.

### ببليوغرافيا عامة
- ماكفي ، جون (1981). الحوض والسلسلة . نيويورك: Farrar و Straus و Giroux.
- ماكفي ، جون (1983). في التيران المشبوه. نيويورك: Farrar و Straus و Giroux.
- ماكفي ، جون (1993). تجميع كاليفورنيا . نيويورك: Farrar و Straus و Giroux.

## روابط خارجية
- تحليل تيران غرب أنتاركتيكا
- أمثلة على التيران التراكمية في ولاية ايداهو
- تيرانات ألاسكا